# سری جی‌فورس ۹۰۰
سری جیفورس ۹۰۰ یک خانواده از واحدهای پردازش گرافیکی شرکت انویدیا است که در سال ۲۰۱۴ برای کامپیوترهای رو میزی و لپ‌تاپ عرضه شد. یکی از فناوری‌های استفاده شده در این سری DSR یا (Dynamic Super Resolution) است. تجربهٔ ۴کی باعث می‌شود تا بر روی نمایشگری با وضوح ۱۰۸۰پی چیزی مثل DSR نمایش داده شود. این فناوری بازی‌ها را در وضوح‌های بالاتر اجرا می‌کند.